# Лашкевич, Владимир Викторович
Владимир Викторович Лашкевич — советский хозяйственный, государственный и политический деятель.

## Биография
Родился в 1923 году в Добруше. Член КПСС.
Образование высшее (окончил ВПШ при ЦК КПСС).
Участник Великой Отечественной войны в составе 1496-го сп 462-й сд, 43-го зсп 5-й зсд.
С 1947 года — на хозяйственной, общественной и политической работе.
До 1947 гг. — офицер Советской Армии, работник Бабынинского РВК Калужской области.
- В 1947—1949 гг. — первый секретарь Добрушского райкома ЛКСМБ.[2]
- В 1951—1954 гг. — секретарь Гомельского обкома ЛКСМБ.[2]
- В 1954—1963 гг. — второй секретарь Журавицкого райкома КПБ, первый секретарь Василевичского и Калинковичского райкомов КП Беларуси.[2]
- В 1963—1968 гг. — инспектор ЦК КПБ.[2]
- В 1968—1970 гг. — второй секретарь Гомельского обкома КПБ.[2]
- В 1970—1974 гг. — председатель Гомельского облисполкома.[2]
- В 1974—1988 гг. — начальник Главного архивного управления при Совете Министров Белорусской ССР.[3]

C 1988 гг. — персональный пенсионер.
Избирался депутатом Верховного Совета Белорусской ССР 7-го и 8-го созывов. Делегат XXIV съезда КПСС.
Умер в Минске в 1993 году.